# 聖喬治灣

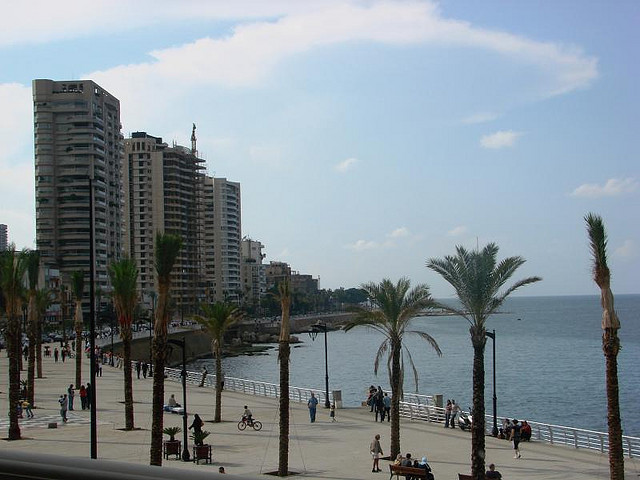
聖喬治灣一景

聖喬治灣（英語：Saint George Bay）是一座位於黎巴嫩首都貝魯特北部的海灣，這裡被相信為聖喬治所屠龍之處。今日灣邊住宅則沿著灣岸由西碼頭至大巴耶馬頭興建。高級住宅以及五星級酒店則興建在聖喬治灣的西岸。貝魯特港則興建在聖喬治灣的東岸，此地也是貝魯特河之入海處。該灣也於曾經於1955年至敘利亞內戰前每年定期舉辦世界滑水錦標賽。